# Emad Chamis

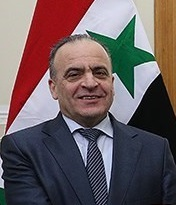
Emad Chamis (2017)

Emad Mohammad Deb Chamis (arabisch عماد محمد ديب خميس Imad Muhammad Dib Chamis, DMG ʿImād Muḥammad Dīb Ḫamīs, * 1. August 1961 nahe Damaskus, Vereinigte Arabische Republik) war vom 22. Juni 2016 bis 11. Juni 2020 Ministerpräsident Syriens.

## Leben
Chamis studierte Elektrotechnik an der Universität Damaskus. 1987 wurde er Leiter mehrerer Abteilungen der Allgemeinen Organisation für den Vertrieb und die Investitionskraft, und 2005 wurde Emad Chamis Generaldirektor der Allgemeinen Elektrizitätsgesellschaft. 2008 wurde er schließlich Generaldirektor der Körperschaft für den Vertrieb und die Investitionskraft.

### Minister und Ministerpräsident
Chamis war seit 2011 Elektrizitätsminister des Landes. Da er während des syrischen Bürgerkrieges dem oppositionellen Teil der Bevölkerung als Unterdrückungsmaßnahme immer wieder den Strom abschalten ließ, wurde er am 24. März 2012 auf die Sanktionsliste der Europäischen Union gesetzt. Am 22. Juni 2016 wurde er von Staatspräsident Baschar al-Assad zum neuen Ministerpräsidenten ernannt und mit der Bildung einer neuen Regierung beauftragt; er trat die Nachfolge von Wael al-Halki an.
Am 11. Juni 2020 wurde er von Präsident Baschar al-Assad entlassen und der bisherige Minister für Wasserressourcen Hussein Arnus zum neuen Ministerpräsidenten ernannt. Nach einer andauernden Wirtschaftskrise, gekoppelt mit einem massiven Währungsverfall der syrischen Lira, war es kurz vor Chamis’ Entlassung zu Demonstrationen gekommen.